# Брэ (одежда)

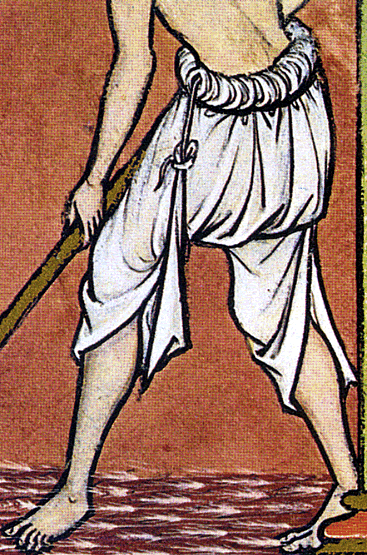
Фрагмент миниатюры из «Библии Моргана», 1240-е годы, Франция

Брэ (фр. braies) — деталь мужского костюма, нательное бельё для низа в Средние века, носились вместе с рубахой. Брэ носили кельтские и германские племена в античный период, позже их переняли европейцы в средневековье. В позднее средневековье брэ носили исключительно как предмет нижнего белья. 
Изначально брэ имели вид широких штанов, длина которых доходила до середины икры ноги, однако позже они превратились в подобие колгот с широким основанием и узкими штанинами. Длина брэ постепенно уменьшалась, и к концу XV века они стали напоминать современные купальные трусы, несколько заниженные на животе, однако длина варьировалась в зависимости от времени года, климата, социального положения хозяина. Людовик Сварливый, страдавший от дизентерии, бывшей в те времена настоящим бичом во время походов, ввёл моду на брэ с глубоким разрезом сзади. 
Когда брэ носили в качестве верхней одежды, они были более длинными и напоминали современные льняные шорты. Лён был основным материалом для изготовления брэ, хотя в более раннюю эпоху были распространены кожаные разновидности. 
До настоящего времени не сохранилось ни одного экземпляра, однако существует достаточно большое количество упоминаний и рисунков в средневековых источниках.